# Natricia Hooper
Natricia Hooper (* 24. November 1998 in Georgetown) ist eine guyanische Dreispringerin und Sprinterin, die sich auf den 400-Meter-Lauf spezialisiert. 

## Sportliche Laufbahn
Erste internationale Erfahrungen sammelte Natricia Hooper bei den CARIFTA-Games 2014 in Fort-de-France, bei denen sie mit 12,12 m den siebten Platz im Dreisprung belegte und mit der guyanischen 4-mal-400-Meter-Staffel in 3:46,23 min auf Rang vier gelangte. Anschließend gewann sie bei den Jugendsüdamerikameisterschaften in Cali in 55,06 s die Silbermedaille im 400-Meter-Lauf und wurde mit 12,23 m Sechste im Dreisprung. Im Jahr darauf wurde sie bei den Jugendweltmeisterschaften ebendort über 400 Meter im Vorlauf disqualifiziert und erreichte daraufhin bei den Commonwealth Youth Games in Apia in 57,04 s Rang vier. 2016 schied sie bei den CARIFTA-Games in St. George’s mit 56,61 s in der ersten Runde aus. Im Jahr darauf siegte sie mit 13,08 m bei den Spielen in Willemstad und schied im Sprint mit 56,67 s erneut im Vorlauf aus. 2018 nahm sie erstmals an den Commonwealth Games im australischen Gold Coast teil und belegte dort mit 13,36 m den achten Platz. 2025 gewann sie bei den Südamerikameisterschaften in Mar del Plata mit 13,64 m die Bronzemedaille hinter den Brasilianerinnen Gabriele dos Santos und Regiclécia Cândido.
2014 wurde Hooper Guyanische Meisterin im 400-Meter-Lauf sowie 2018 im Weit- und Dreisprung. Sie absolviert ein Studium am Essex County College in New Jersey. 

## Persönliche Bestleistungen
- 400 Meter: 55,06 s, 29. November 2014 in Cali
  - 400 Meter (Halle): 55,98 s, 17. Februar 2017 in New York City
- Weitsprung: 6,08 m (+1,0 m/s), 22. Juni 2018 in Leonora
- Dreisprung: 14,10 m, 29. Januar 2022 in Clemson